# Larry Ellison

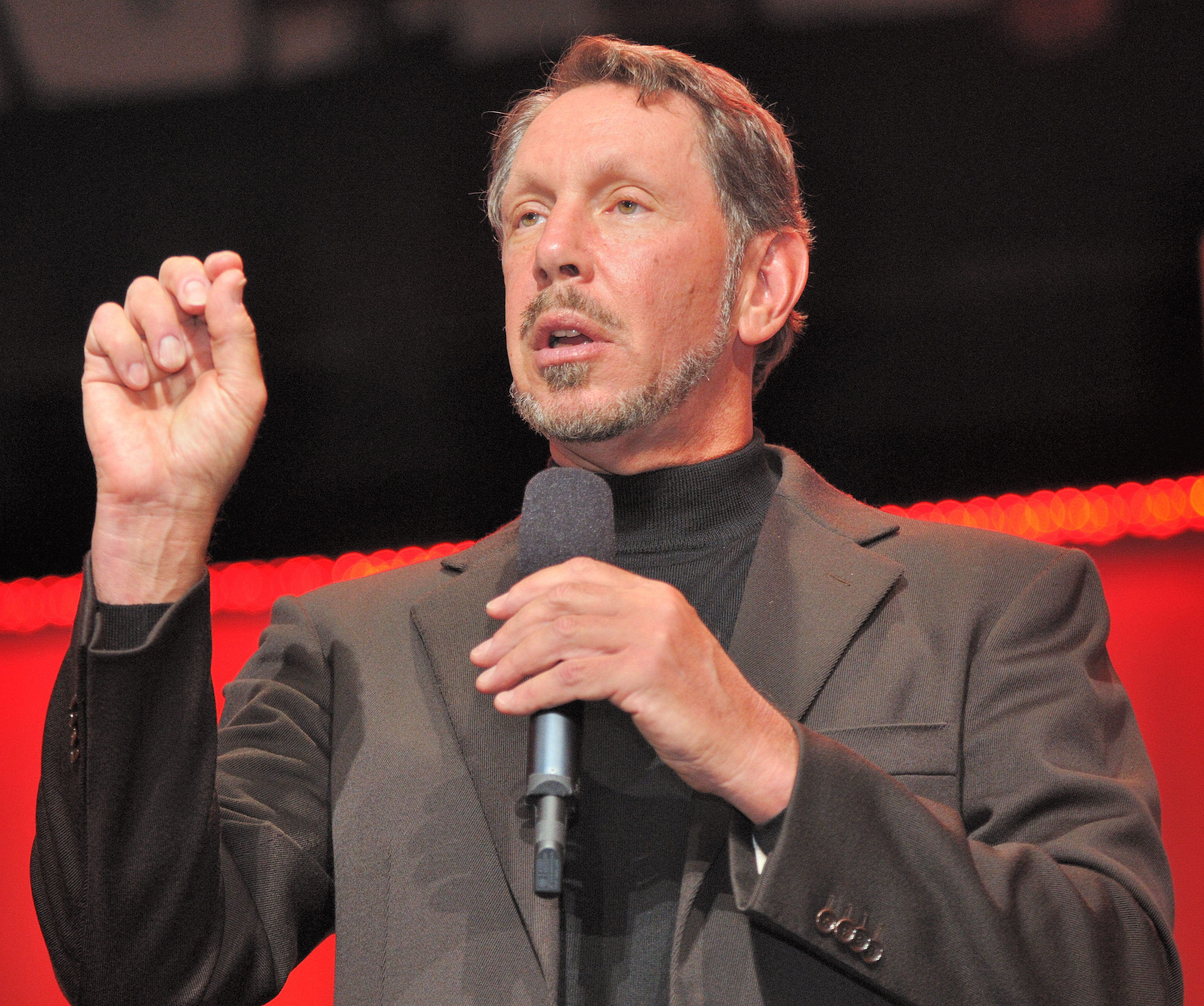
Larry Ellison in 2009

Lawrence Joseph Ellison (17 augustus 1944) is medeoprichter van de softwaregigant Oracle.

## Zakencarrière
Als jongeman werkte Larry voor Ampex corporation, waar een van de projecten waar hij aan werkte een database was voor de CIA. Hij noemde deze database "Oracle". Ellison werd geïnspireerd door het onderzoek dat werd beschreven door Edgar F. Codd over relationele databasesystemen.
In 1977 richtte hij Oracle op onder de naam Software Development Laboratories, in 1979 werd het omgedoopt naar Relational Software Inc., om later opnieuw een naamsverandering te ondergaan: dit keer naar Oracle, de naam van het belangrijkste product van het bedrijf, de Oracle database.
Larry Ellison staat bij Forbes te boek als een van de rijkste mensen in de VS. In januari 2024 bezat hij volgens de Forbes lijst van rijkste mensen ter wereld ongeveer US$141.9 miljard, goed voor een vierde plaats op de wereldranglijst.
In januari 2019 maakte hij bekend een aandelenbelang ter waarde van US$1 miljard te hebben in Tesla, Inc. Hij is een goede vriend van Tesla-oprichter Elon Musk en trad in december 2018 toe tot het bestuur van de producent van elektrische auto's. De drie miljoen aandelen worden gehouden via de Lawrence J. Ellison Revocable Trust en vertegenwoordigen een belang van 1,75% in Tesla.

## Privéleven
Ellison trouwde viermaal, de laatste keer in 2003 met Melanie Craft, een romanschrijfster. Goede vriend Steve Jobs, voormalig CEO van Apple, was de fotograaf. In 2010 strandde het huwelijk. Ellison heeft een zoon en een dochter, filmproducenten David en Megan Ellison, uit eerdere huwelijken.

### Vaarwedstrijden
Ellison is ook de aanvoerder en financier van Oracle-BMW Racing, die meedeed aan de America's Cup in 1999 en 2003 voor de Golden Gate Yacht Club van San Francisco.
Ellison won de desastreuze Sydney to Hobart Yacht Race in 1998 in zijn boot "Sayonara". De storm die de race verstoorde kostte aan zes andere zeelieden het leven. Hij heeft sindsdien niet meer meegedaan aan zee-races.
Ellison is ook de eigenaar van het 138 meter lange motorjacht "Rising Sun". Hij kocht het schip in 2004, maar heeft het tegenwoordig in mede-eigendom met David Geffen. In 2010 was het schip het op zeven na grootste motorjacht ter wereld.

### Lanai
In 2012 kocht hij het Hawaiiaanse eiland Lanai voor enkele honderden miljoenen dollars. Lanai is het op vijf na grootste eiland van de groep met een oppervlakte van 364 km² en hij kocht 98% van het eiland.